# Giacomo Matteotti
Giacomo Matteotti (Fratta Polesino, 1885. május 22. – 1924. június 10.) olasz szocialista képviselő.

## Életrajza
Vagyonos családból származott. Ő maga is vagyonos ügyvéd volt és a szocialista párt mérsékelt szárnyához tartozott. Mussolini államcsínye után is tevékeny részt vett a parlamenti életben és birtokában volt a fasizmust kompromittáló iratoknak. 1924 nyarán, a képviselőházban tartott ülésről jövet, Mussolini utasítására a fasiszták fényes nappal az utcáról automobilon elhurcolták és a rianói erdőben tőrszúrásokkal megölték. Holttestét később megtalálták és szülővárosában temették el. Politikai főműve: Un anno di domino fascista (1923).